# Consejo de los Cinco Regentes
El consejo de los cinco regentes, o consejo de los cinco grandes ancianos (五大老 go-tairō?), fue un consejo formado por Toyotomi Hideyoshi para gobernar Japón en lugar de su hijo, Hideyori, hasta que este cumpliera la mayoría de edad. Hideyoshi eligió para esta tarea a sus cinco daimyō más poderosos: Ukita Hideie, Maeda Toshiie, Uesugi Kagekatsu, Mōri Terumoto y Tokugawa Ieyasu.

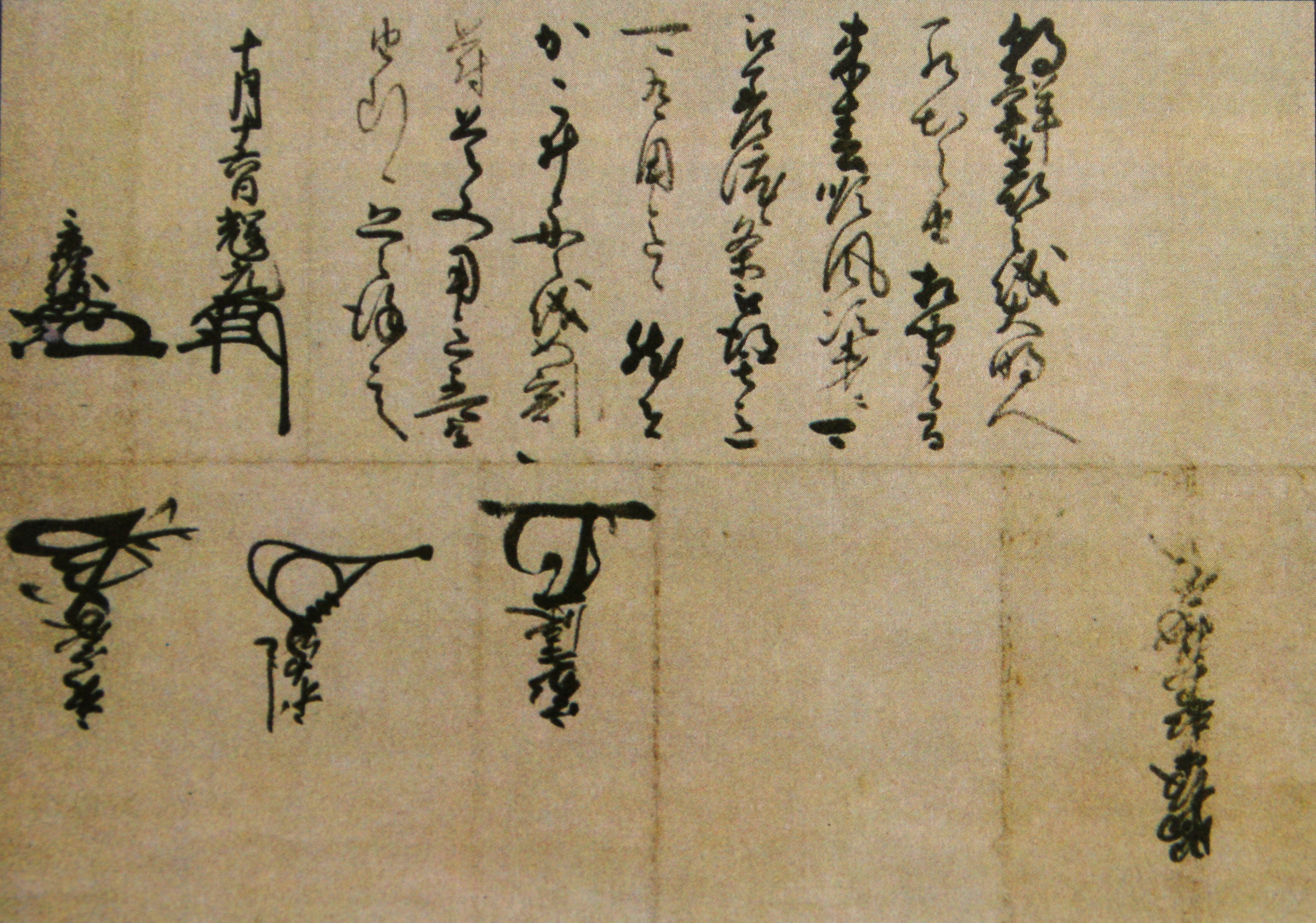
Carta conjunta del Consejo de los Cinco Ancianos (go-tairō) de Toyotomi. Los Kaō de la primera línea de izquierda a derecha pertenecen a Uesugi Kagekatsu y Mōri Terumoto. En la segunda línea, pertenecen a Ukita Hideie, Maeda Toshiie y Tokugawa Ieyasu

Con la creación del consejo formado por cinco personas, Hideyoshi esperaba que los distintos componentes del mismo se equilibraran, impidiendo que ninguno de ellos se hiciera con el poder. Sin embargo, de forma prácticamente inmediata a la muerte de Hideyoshi en 1598, los regentes se dividieron en dos grupos: Tokugawa por un lado, y los otros cuatro por otro. La guerra, sin embargo, no comenzó hasta mediados de 1600, finalizando el mismo año en la Batalla de Sekigahara, donde se pactó una difícil paz que dejó a Hideyori vivo y con el control del Castillo de Osaka.
- Datos: Q1154511